# Back Door Man
«Back Door Man» — пісня американського блюзового музиканта Гауліна Вулфа, що вийшла на лейблі Chess у червні 1960 року.

## Опис
На Півдні США, «чоловіком з чорного ходу» називають коханця, який має відношення з одруженою жінкою.
Стилістично, «Back Door Man» відносять до чиказького блюзу — пісня вважається певним еталоном цього піджанру. З моменту свого видання у 1960-му році, завдяки своїм стандартам, цей блюз співало багато виконавців. Серед них були: The Doors, Guy Mitchell, Chicken Shack, Blues Project, Shadows of Knight, Bob Weir, Sam Gopal, T-Model Ford, Quicksilver Messenger Service.
Сам Віллі Діксон записав свою версію у 1970-му, для свого альбому I Am the Blues.

## Факти
У пісні «Whole Lotta Love» (1969), гурту Led Zeppelin є посилання на цю пісню: «Shake for me girl, I want to be your back-door man.»

## Виноски
1. ↑  «Whole Lotta Love». Rolling Stone. December 9, 2004. Retrieved on February 16, 2008. [Архівовано грудень 24, 2007, у Wayback Machine.]